# Саспенс
Са́спенс (английское произношение — саспе́нс; англ. suspense «неопределённость, беспокойство, тревога ожидания; приостановка»; от лат. suspendere «подвешивать») — состояние тревожного ожидания, беспокойства. В английском языке этот термин широко употребляется при описании бытовых и жизненных ситуаций. В русском языке этот термин употребляется только применительно к кинематографу, видеоиграм и изредка к литературе: словом «саспенс» обозначают художественный эффект, особое продолжительное тревожное состояние зрителя при просмотре кинофильма; а также набор художественных приёмов, используемых для погружения зрителя в это состояние. Саспенс в основном применяется в триллерах и в фильмах ужасов, а также в хоррор-играх.
Использование саспенса в кинематографе обычно связывают с именем Альфреда Хичкока, признанного «мастером саспенса». Хичкок умел искусно создавать в своих фильмах атмосферу тревожной неопределённости, напряжённого ожидания, боязни неизвестного, предчувствия чего-то ужасного. Вслед за Хичкоком этот приём получил широкое распространение и в голливудском кино, и в кинематографах других стран. Одним из самых ярких примеров применения саспенса стал фильм ужасов «Хэллоуин» (США, 1978) режиссёра Джона Карпентера.